# Orgeln der Thomaskirche (Leipzig)
Eine Orgel in der Thomaskirche in Leipzig ist ab dem Ende des 14. Jahrhunderts nachweisbar. Die Kirche verfügte im 15. Jahrhundert bereits über zwei Orgeln. Seit 1889 steht auf der Westempore die große dreimanualige Orgel von Wilhelm Sauer im romantischen Stil, die 1908 auf 88 Register erweitert wurde und damit die drittgrößte Orgel in Sachsen ist. Sie wird seit 2000 durch ein viermanualiges Instrument mit 61 Registern von Gerald Woehl auf der nördlichen Seitenempore, das sich am mitteldeutschen Orgelbau des 18. Jahrhunderts orientiert und zur Darstellung der Orgelwerke von Johann Sebastian Bach genutzt wird, ergänzt. Das auch „Bach-Orgel“ genannte Instrument von Woehl ersetzt ein neobarockes von Alexander Schuke aus dem Jahr 1967. Zahlreiche bekannte Organisten aus dem In- und Ausland nahmen an den drei Orgeln Tonträger auf.

## Große Orgel (1384–1885)

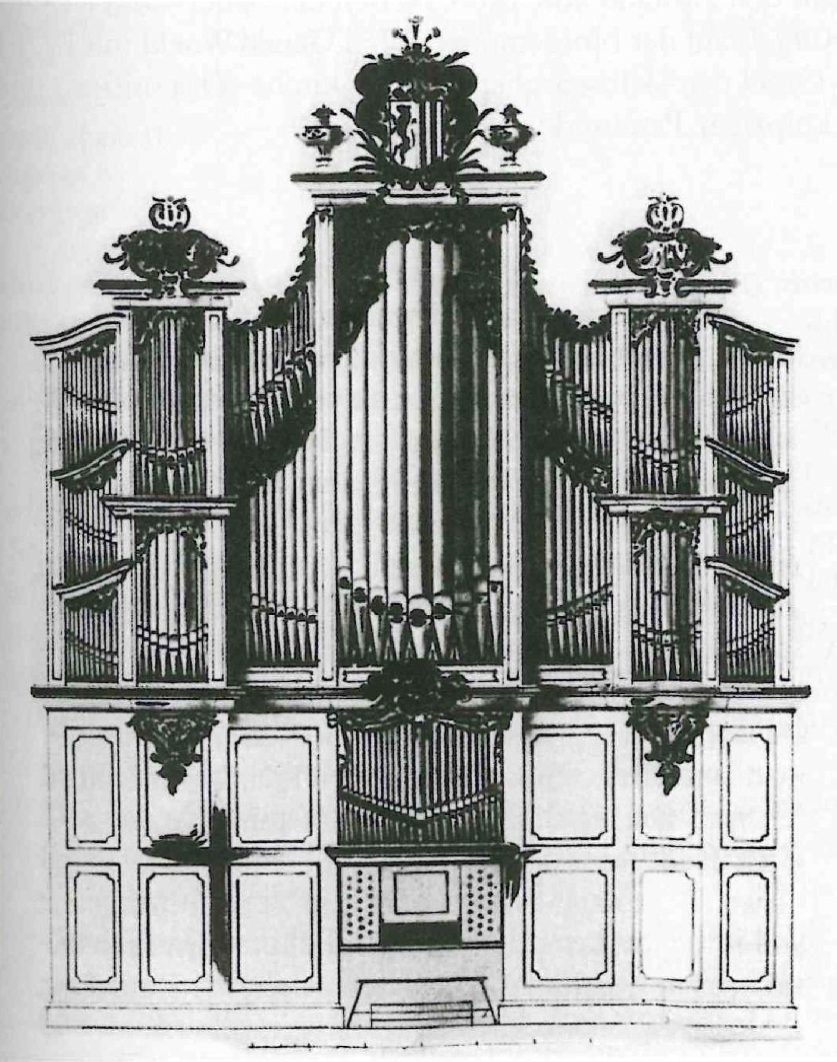
Westemporenorgel nach dem Umbau durch J. G. Mauer 1772/73

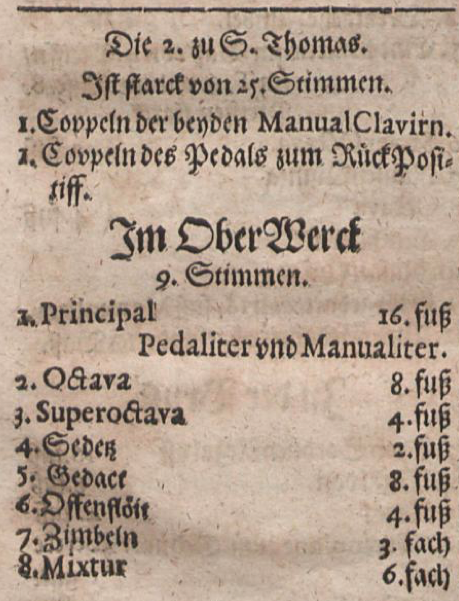
Ausschnitt aus der von Michael Praetorius 1619 aufgezeichneten Disposition der Westemporenorgel

Eine erste Orgel soll aus dem Jahr 1384 stammen. Für dieses Jahr ist eine Marienmesse mit „orgelsang“ bezeugt. 1511 wurde von Blasius Lehmann auf der Westempore eine Orgel für 500 Gulden gebaut, was für einen Neubau einer mittelgroßen Orgel mit zwei Manualen spricht. Bereits 1525 erwarb die Kirchengemeinde eine kleine Orgel von 1356 aus der Marienkirche des unweit gelegenen Antoniterklosters Eicha, das in jenem Jahr aufgehoben wurde. Es ist unklar, ob dieses Instrument neben den beiden vorhandenen als dritte Orgel diente oder mit der großen Orgel zur Verstärkung des Klangs verbunden wurde. 1539/1540 ersetzte Meister Leonhard Franke die große Orgel oder erneuerte sie. Ein Anton(ius) Lehmann aus Bautzen, wahrscheinlich ein Sohn von Blasius Lehmann, reparierte 1548 das Werk vier Wochen lang und spielte auch auf ihr. 1570/71 entstanden die heute vorhandenen, den Kirchenraum von drei Seiten umfassenden, steinernen Emporen. Eine grundlegende Instandsetzung der Orgel 1598/1599 durch Johann Lange (Kamenz) für 650 Gulden kam einem Neubau gleich. Das zweimanualige Instrument umfasste nun 25 Register. Michael Praetorius hielt 1619 diese Disposition fest. Erweiterungen und Renovierungen folgten 1619 durch Josias Ibach, der für 700 Gulden neun Register „über das Geding“ ergänzte, sowie zwischen 1657 und 1703 durch Christoph Donat und Söhne (Umbau, Reparaturen und vermutlich Umdisponierung), sodass die Orgel schließlich über 35 Register auf drei Manualen und Pedal verfügte. 1721/1722, 1730 und 1747 arbeiteten Johann Scheibe und 1727/28 Zacharias Hildebrandt an dieser Orgel.
Da die Ämter von Thomaskantor und Thomasorganist prinzipiell getrennt waren und nur von wenigen Funktionsträgern gemeinsam ausgeübt wurden, hatte Johann Sebastian Bach kein Organistenamt in Leipzig inne. Bach dirigierte sonntags im Wechsel in den beiden Hauptkirchen, St. Thomas und St. Nikolai, einen Auswahlchor der Thomaner („Chor I“) zur Aufführung von anspruchsvoller Figuralmusik, vor allem den Bachkantaten. In der Thomaskirche stand dieser Elitechor auf der Sängerempore vor der Orgel zwischen den beiden hölzernen Musikeremporen, die 1632 auf die steinerne Westempore aufgesetzt wurden und die Orgel flankierten. Auf der südlichen Holzempore fanden bis zu zehn Streicher und auf der nördlichen ebenso viele Stadtpfeifer (Bläser) ihren Platz, die Continuo-Gruppe mit der Violone sowie die Trompeten und Pauken auf den beiden Seiten des (erhöhten) Rückpositivs. Auf dem Sängerchor stand zudem ein Cembalo, das vermutlich Ludwig Compenius 1672 gebaut hatte. Die große Orgel diente in Bachs Vokalwerken als Continuo-Instrument. Da sie, wie bei Leipziger Orgeln zur Bach-Zeit üblich, im hohen Chorton stand, spielte der Organist aus einer um einen Ganzton tiefer transponierten Orgelstimme. In den Bachkantaten mit konzertanter Orgel übernahm Bach den solistischen Orgelpart und überließ das Dirigieren seinem Chorpräfekten.
Johann Emanuel Schweinefleisch schuf 1755 für 600 Taler ein neues Rückpositiv und ein neues Pedalwerk. Weitere Arbeiten nahm 1772/1773 Johann Gottlieb Mauer an der Hauptorgel vor. Er baute das Rückpositiv zu einem Oberwerk um. Das dreimanualige Instrument besaß nun 50 Register. Mozart spielte am 12. Mai 1789 auf ihm und Felix Mendelssohn Bartholdy am 6. August 1840. 1794/1795 erfolgte ein Umbau durch Johann Gottlob Trampeli. Mindestens fünf Reparaturen führte Johann Gottlob Mende zwischen 1808 und 1847 durch. Als eine groß angelegte Umgestaltung der Thomaskirche etwa 1881 begann und dabei auch erhebliche Umbauten an der Orgelempore und ihrer Umgebung vorgenommen wurden, verschwand das Werk und wurde ab 1886 durch ein Instrument von Sauer ersetzt.
| I Im Rückpositiff CDE– |       |
| Principal              | 08′   |
| Quintadeena            | 08′   |
| Ein linde Gedact       | 08′   |
| Holfloeite             | 04′   |
| Spillpfeiff            | 04′   |
| Nachthorn              | 04′   |
| Gemßhorn               | 02′   |
| Quintfloeitgen         | 1 ⁄2′ |
| Sedetz                 | 01′   |
| Klingend Zimbel        |       |
| Trommet                | 08′   |
| Krumbhörner            | 08′   |

| II Im OberWerk CDE– |     |
| Principal           | 16′ |
| Octava              | 08′ |
| Gedact              | 08′ |
| Superoctava         | 04′ |
| Offenfloeit         | 04′ |
| Quinta              | 03′ |
| Sedetz              | 02′ |
| Zimbeln III         |     |
| Mixtur VI           |     |

| II? In der Brust CDE– |     |
| Regal                 | 08′ |
| Regal                 | 04′ |

| Im Pedal CDE–      |     |
| Principal (aus II) | 16′ |
| PosaunenBass       | 16′ |
| Schallmey          | 04′ |

| I Rückpositiv CDE– |     |        |
| Principal          | 08′ | (1601) |
| Lieblich Gedacktes | 08′ | (1601) |
| Quintadena         | 08′ | (1601) |
| Klein Gedackt      | 04′ |        |
| Spitzflöte         | 04′ |        |
| Traversa           | 04′ |        |
| Violin             | 02′ |        |
| Schallflöt         | 01′ |        |
| Sesquialtera       |     |        |
| Rausch Quinta II   |     |        |
| Mixtur IV          |     | (1601) |
| Krumbhorn          | 16′ |        |
| Trommet            | 08′ |        |

| II Oberwerk CDE– |     |        |
| Principal        | 16′ | (1601) |
| Quintatön        | 16′ |        |
| Principal        | 08′ | (1601) |
| Spielpfeife      | 08′ |        |
| Octava           | 04′ | (1601) |
| Quinta           | 03′ | (1601) |
| Superoctava      | 02′ | (1601) |
| Sesquialtera II  |     |        |
| Mixtur VI–X      | 06′ | (1601) |

| III Brustwerk CDE– |    |        |
| Grobgedackt        | 8′ |        |
| Principal          | 4′ |        |
| Nachthorn          | 4′ |        |
| Nasat              | 3′ |        |
| Gemshorn           | 2′ |        |
| Sesquialtera II    |    |        |
| Cymbel II          |    |        |
| Regal              | 8′ | (1601) |
| Geigenregal        | 4′ | (1601) |

| Pedal CDE–       |     |        |
| Sub Bass         | 16′ |        |
| Posaunen Bass    | 16′ | (1601) |
| Trommeten Bass   | 08′ |        |
| Schallmeyen Bass | 04′ | (1601) |
| Cornet           | 02′ |        |

- Tremulant, Vogelsang, Zimbelstern

## Kleine Orgel (1489–1742)

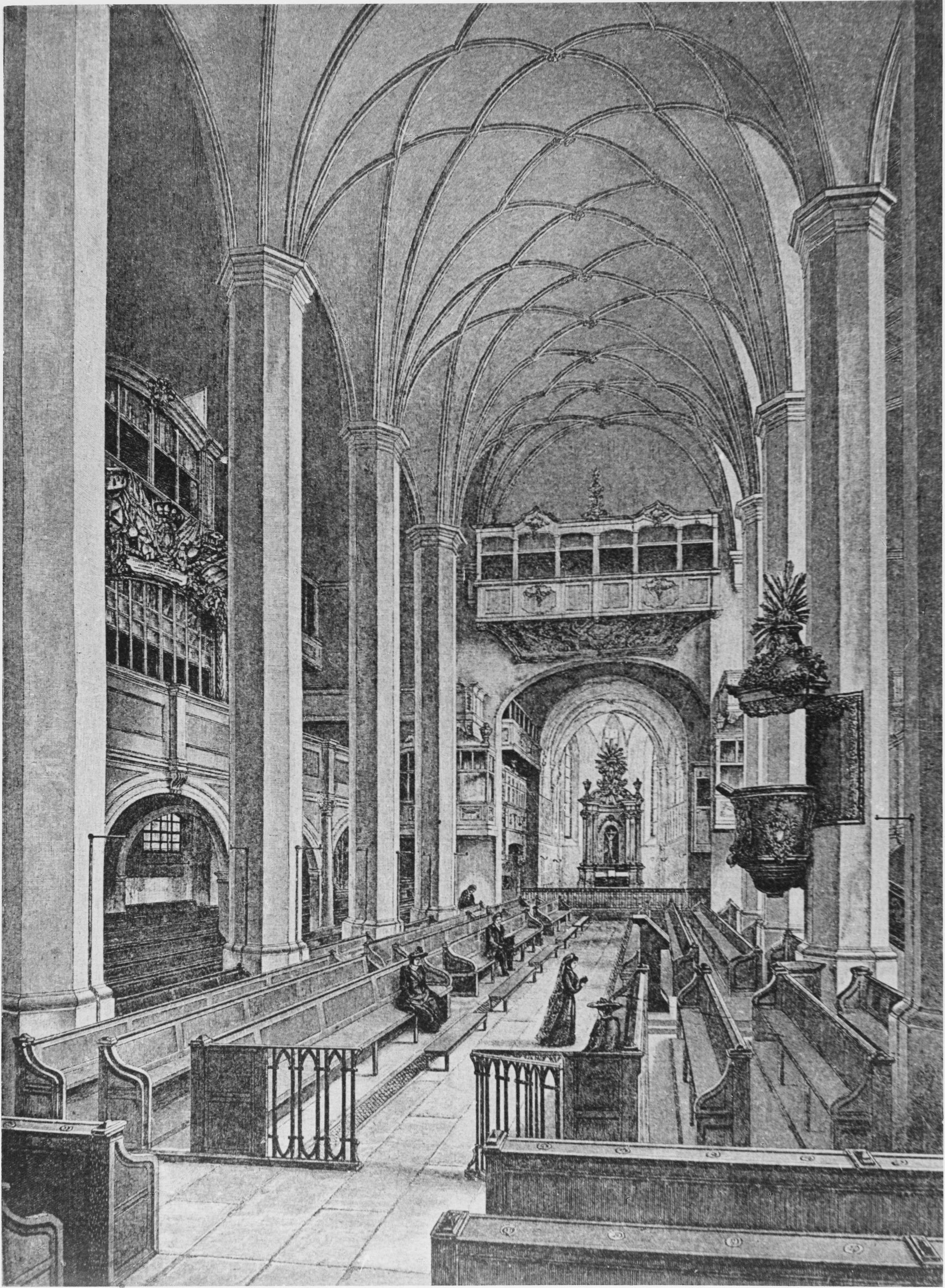
Thomaskirche 1881 mit Blick auf den Platz der 1742 entfernten kleinen Orgel über dem Bogen

Im Jahr 1489 wurde eine „Kleine Orgel“, die als Schwalbennestorgel über dem östlichen Triumphbogen oder an der Südwand angebracht war, schriftlich erwähnt. Blasius Lehmann versetzte sie 1511 wahrscheinlich neben seine große Orgel auf die Westempore. Sie erfuhr 1514 eine Reparatur und 1595 eine Erneuerung. 1630 erweiterte Heinrich Compenius der Jüngere das Instrument um ein Positiv, einen Subbass und einen Zimbelstern. 1639/1640 fand es seinen Aufstellungsort auf einer neuen Ostempore über dem Triumphbogen unter Verwendung von Teilen der Vorgängerorgel und wurde in diesem Zuge durch Andreas Werner (Wittenberg) und Erhardt Müller (Leisnig) gründlich überholt. 1678 erhielt die Orgel ihre maßgebliche Gestalt durch Christoph Donat, der sechs Register einbaute. Das Instrument verfügte nun über 21 Register in drei Manualwerken (Rückpositiv, Oberwerk und Brustwerk) und Pedalwerk. Johann Scheibe führte 1721/1722 eine Reparatur durch und Zacharias Hildebrandt setzte 1727/1728 im Auftrag J. S. Bachs acht Register instand.
Johann Sebastian Bach nutzte die kleine Orgel für mehrchörige Werke wie die weihnachtlichen Einlagesätze seines Magnificats Es-Dur BWV 243a. Seine Matthäuspassion wurde 1736 „mit beyden orgeln“ aufgeführt. Als Registrieranweisung trug Bach in die Partitur „con Sesquialtera“ ein. Dieses Register im Rückpositiv der kleinen Orgel sollte den Cantus firmus des 3. Chors im Eröffnungschor und in der Choralbearbeitung „O Mensch, bewein dein Sünde groß“ verstärken. Johann Scheibe trug die kleine Orgel 1740 ab und baute Pfeifen aus ihr in eine 1742 von ihm in der Johanniskirche errichtete neue Orgel ein.
| I Rückpositiv    |     |
| Lieblich Gedackt | 08′ |
| Principal        | 04′ |
| Hohlflöte        | 04′ |
| Nasat            | 03′ |
| Octave           | 02′ |
| Sesquialtera II  |     |
| Dulcian          | 08′ |
| Trompete         | 08′ |

| II Oberwerk     |     |
| Principal       | 08′ |
| Gedackt         | 08′ |
| Quintatön       | 08′ |
| Octave          | 04′ |
| Rauschquinte II | 03′ |
| Mixtur IV–X     |     |
| Cymbel II       | 02′ |

| II? Brustwerk |    |
| Spitzflöte    | 2′ |
| Sifflöt       | 1′ |
| Trichteregal  | 8′ |

| Pedal    |     |
| Subbass  | 16′ |
| Fagott   | 08′ |
| Trompete | 08′ |

## Sauer-Orgel (1889)
Auf der Westempore, der Chorempore des Thomanerchores, steht die ältere der beiden jetzigen großen Orgeln. Das romantische Instrument wurde in den Jahren 1886 bis 1889 von dem Orgelbauer Wilhelm Sauer erbaut. Nachdem dieser für seine 1885 fertiggestellte, 60-registrige Orgel der Peterskirche großes Lob von hochrangigen Leipziger und Berliner Kirchenmusikern erhielt, fiel ihm am 19. Januar 1886 der Auftrag für den Neubau in St. Thomas zu. Die für ein Orgelwerk dieser Größe erforderliche Raumtiefe war mit der Errichtung des neogotischen Vorbaus am Westgiebel geschaffen worden. Allerdings war die Orgelempore bei der in den 1880er Jahren geschehenen, großen Kirchenumgestaltung ohne Wissen des Orgelbauers um 0,62 Meter erhöht worden, sodass einige Pfeifen gekröpft werden mussten. Die Einweihung erfolgte am 5. April 1889, das Abnahmegutachten vom 11. Mai 1889 war voll des Lobes. Die Orgel hatte zunächst 63 Register auf drei Manualen und Pedal auf mechanischen Kegelladen. Die ursprüngliche Disposition der Sauer-Orgel von 1889 lautete wie folgt:
| I Manual C–f3    |        |
| Principal        | 16′    |
| Bordun           | 16′    |
| Principal        | 08′    |
| Flûte Harmonique | 08′    |
| Viola di Gamba   | 08′    |
| Gedackt          | 08′    |
| Gemshorn         | 08′    |
| Nasard           | 5 1⁄3′ |
| Octave           | 04′    |
| Rohrflöte        | 04′    |
| Gemshorn         | 04′    |
| Quinte           | 2 ⁄3′  |
| Octave           | 02′    |
| Cornett II–IV    | 08′    |
| Mixtur III       | 04′    |
| Scharf V         | 2 ⁄3′  |
| Bombarde         | 16′    |
| Trompete         | 08′    |

| II Manual C–f3 |       |
| Salicional     | 16′   |
| Gedackt        | 16′   |
| Principal      | 08′   |
| Rohrflöte      | 08′   |
| Harmonika      | 08′   |
| Salicional     | 08′   |
| Quintatön      | 08′   |
| Octave         | 04′   |
| Flauto Dolce   | 04′   |
| Quinte         | 2 ⁄3′ |
| Octave         | 02′   |
| Cornett III    | 04′   |
| Mixtur IV      | 02′   |
| Clarinette     | 08′   |

| III Schwellwerk C–f3    |       |
| Viola di Gamba          | 16′   |
| Lieblich Gedackt        | 16′   |
| Principal               | 08′   |
| Gedackt                 | 08′   |
| Concertflöte            | 08′   |
| Aeoline                 | 08′   |
| Voix Céleste            | 08′   |
| Fugara                  | 04′   |
| Traversflöte            | 04′   |
| Gemshornquinte          | 2 ⁄3′ |
| Flautino                | 02′   |
| Harmonia Ätheria II–III |       |
| Schalmei                | 08′   |

| Pedal C–f1       |         |
| Majorbass        | 32′     |
| Contrabass       | 16′     |
| Subbass          | 16′     |
| Violon           | 16′     |
| Lieblich Gedackt | 16′     |
| Quintbass        | 10 2⁄3′ |
| Offenbass        | 08′     |
| Bassflöte        | 08′     |
| Dulciana         | 08′     |
| Violoncello      | 08′     |
| Quintatön        | 08′     |
| Octave           | 04′     |
| Flauto Dolce     | 04′     |
| Posaune          | 32′     |
| Posaune          | 16′     |
| Fagott           | 16′     |
| Trompete         | 08′     |
| Clarino          | 04′     |

- Koppeln: II/I, III/I, III/II, I/P, II/P, III/P
- Spielhilfen: Combinationspedal, Forte, Tutti, Rohrwerke, Collectivschweller, Pedalschweller, Calcantenglocke, Evacuant

Da die Orgel bei voller Kirche als zu schwach erschien, verlangte Thomasorganist Carl Piutti einige Änderungen: So wurde sie bei einem Umbau durch Sauer im Jahr 1902 auf pneumatische Traktur umgestellt, womit auch drei freie Kombinationen installiert werden konnten. Weiterhin wurden die Disposition leicht verändert, der Winddruck erhöht sowie eine kräftigere Intonation eingestellt und das Gebläse elektrifiziert. Die Orgel umfasste nun 65 Register.
Nach Piuttis Tod im Juni 1902 wurde Karl Straube im November des gleichen Jahres Thomasorganist und entwickelte Pläne zu einem großen Umbau. Straube knüpfte 1906 in einem Brief an Superintendenten Oskar Pank seinen Verbleib an der Thomaskirche an eine erhebliche Vergrößerung der Orgel nach Vorbild der deutlich größeren Sauer-Orgel der Kaiser-Wilhelm-Gedächtniskirche Berlin, wo ihm eine Organistenstelle angeboten wurde. Zudem forderte er ein höheres Gehalt und eine Professur. 1908 erweiterte Sauer die Disposition als Opus 1015 nach Vorschlägen von Straube auf 88 Register mit rund 5600 Pfeifen und den Manualumfang von f3 auf a3, was den Bau neuer Windladen und eines neuen Spieltisches erforderte. Der Platz in der Thomaskirche reichte nur für diese 88 Register aus, was Straube akzeptierte. Die Abnahme fand am 17. September 1908 statt. Die 1917 für Kriegszwecke beschlagnahmten Prospektpfeifen aus Zinn wurden zeitnah durch Zinkpfeifen ersetzt. 1934 bis 1940 erfolgte unter Thomasorganist Günther Ramin eine Umdisponierung, bei der 16 Register von Sauer dem neobarocken Klangideal zum Opfer fielen. Nach dem Bau der Schuke-Orgel 1967 verfiel die Sauer-Orgel zunehmend in einen Dornröschenschlaf.
1987 begannen Überlegungen zur denkmalgerechten Rückführung der Orgel in den Zustand von 1908, welcher trotz aller bis dahin vorgenommenen Änderungen von der einheitlichen Handschrift Wilhelm Sauers geprägt war. In einer ersten Phase von 1988 bis 1993 rekonstruierte die beauftragte Orgelwerkstatt Christian Scheffler unter anderem die ab 1934 ausgetauschten 13 Manualregister. Bis 2005 fand der zweite Restaurierungsabschnitt, in dem Scheffler auch die drei unter Ramin ausgewechselten Pedalregister rekonstruierte, seinen Abschluss.
Die Orgel gilt als ideal zur Darstellung der Orgelmusik von Max Reger, der mit Sauer und zeitweise auch mit Straube befreundet war. Straube spielte an ihr viele Uraufführungen von Reger-Werken. Die Spiel- und Registertrakturen sind als Zustrom-Pneumatik ausgeführt. Die Disposition lautet seit 2005:
| I Hauptwerk C–a3 |                  |        |
| 1.               | Principal        | 16′    |
| 2.               | Bordun           | 16′    |
| 3.               | Principal        | 08′    |
| 4.               | Geigenprincipal  | 08′    |
| 5.               | Doppelflöte      | 08′    |
| 6.               | Flûte harmonique | 08′    |
| 7.               | Flauto dolce     | 08′    |
| 8.               | Gemshorn         | 08′    |
| 9.               | Gedackt          | 08′    |
| 10.              | Quintatön        | 08′    |
| 11.              | Viola di Gamba   | 08′    |
| 12.              | Dulciana         | 08′    |
| 13.              | Quinte           | 5 1⁄3′ |
| 14.              | Octave           | 04′    |
| 15.              | Rohrflöte        | 04′    |
| 16.              | Gemshorn         | 04′    |
| 17.              | Violini          | 04′    |
| 18.              | Octave           | 02′    |
| 19.              | Rauschquinte II  |        |
| 20.              | Mixtur III       |        |
| 21.              | Cornett II–IV    |        |
| 22.              | Scharf V         |        |
| 23.              | Groß-Cymbel IV   |        |
| 24.              | Bombarde         | 16′    |
| 25.              | Trompete         | 08′    |

| II Manual C–a3 |                  |       |
| 26.            | Salicional       | 16′   |
| 27.            | Gedackt          | 16′   |
| 28.            | Principal        | 08′   |
| 29.            | Flûte harmonique | 08′   |
| 30.            | Konzertflöte     | 08′   |
| 31.            | Rohrflöte        | 08′   |
| 32.            | Gedackt          | 08′   |
| 33.            | Schalmei         | 08′   |
| 34.            | Salicional       | 08′   |
| 35.            | Harmonica        | 08′   |
| 36.            | Dolce            | 08′   |
| 37.            | Octave           | 04′   |
| 38.            | Flaute dolce     | 04′   |
| 39.            | Salicional       | 04′   |
| 40.            | Quinte           | 2 ⁄3′ |
| 41.            | Piccolo          | 02′   |
| 42.            | Cornett III      |       |
| 43.            | Mixtur IV        |       |
| 44.            | Cymbel III       |       |
| 45.            | Tuba             | 08′   |
| 46.            | Clarinette       | 08′   |

| III Schwellwerk C–a3 |                       |       |
| 47.                  | Lieblich Gedackt      | 16′   |
| 48.                  | Gamba                 | 16′   |
| 49.                  | Principal             | 08′   |
| 50.                  | Spitzflöte            | 08′   |
| 51.                  | Flûte d’amour         | 08′   |
| 52.                  | Gemshorn              | 08′   |
| 53.                  | Gedackt               | 08′   |
| 54.                  | Quintatön             | 08′   |
| 55.                  | Viola                 | 08′   |
| 56.                  | Aeoline               | 08′   |
| 57.                  | Voix céleste          | 08′   |
| 58.                  | Praestant             | 04′   |
| 59.                  | Traversflöte          | 04′   |
| 60.                  | Fugara                | 04′   |
| 61.                  | Quinte                | 2 ⁄3′ |
| 62.                  | Flautino              | 02′   |
| 63.                  | Harmonia aetheria III |       |
| 64.                  | Trompette harmonique  | 08′   |
| 65.                  | Oboe                  | 08′   |

| Pedal C–f1 |                  |         |
| 66.        | Majorbass        | 32′     |
| 67.        | Untersatz        | 32′     |
| 68.        | Principal        | 16′     |
| 69.        | Contrabass       | 16′     |
| 70.        | Subbass          | 16′     |
| 71.        | Lieblich Gedackt | 16′     |
| 72.        | Gemshorn         | 16′     |
| 73.        | Violon           | 16′     |
| 74.        | Salicetbass      | 16′     |
| 75.        | Quintbass        | 10 2⁄3′ |
| 76.        | Octave           | 08′     |
| 77.        | Offenbass        | 08′     |
| 78.        | Bassflöte        | 08′     |
| 79.        | Gemshorn         | 08′     |
| 80.        | Cello            | 08′     |
| 81.        | Dulciana         | 08′     |
| 82.        | Octave           | 04′     |
| 83.        | Flauto dolce     | 04′     |
| 84.        | Contraposaune    | 32′     |
| 85.        | Posaune          | 16′     |
| 86.        | Fagott           | 16′     |
| 87.        | Trompete         | 08′     |
| 88.        | Clarine          | 04′     |

- Koppeln: II/I, III/I, III/II, I/P, II/P, III/P
- Spielhilfen: Mezzoforte, Forte, Tutti, Rohrwerke, Piano-, Mezzoforte-, Forte- und Tuttipedal mit Absteller, Handregister ab drei frei einstellbare Kombinationen, Rollschweller mit Absteller
- Winddrücke: Manuale 97 mm WS, Pedal und pneumatische Traktur 135 mm WS
- Stimmung: gleichstufig, a1= 443 Hz (bei 19 °C)[31]

## Kemper-Positiv (um 1932–1958)
Emanuel Kemper baute um 1932 ein Orgelpositiv in einem schlichten Schrankgehäuse mit Flügeltüren und 7 1⁄2 Registern (mechanische Schleifladen) auf einem Manual und angehängtem Pedal. Die Disposition mit geteilten Registern und erweitertem Manualumfang entwarf Günther Ramin. Das prospektlose Instrument wurde 1958 in Zahlung gegeben. 1961 erfolgte ein Erweiterungsumbau durch die Firma Alexander Schuke Potsdam Orgelbau, die zwei Pedalregister und einen Prospekt ergänzten, für die Neuapostolische Kirche Berlin-Pankow. Der Verbleib nach Auflösung der Gemeinde in den 1990er Jahren ist unbekannt. Die Disposition lautete wie folgt:
| I Manual Bass G1–h0 |       |
| 0                   |       |
| Gedackt             | 8′    |
| Prinzipal           | 4′    |
| Nasat               | 2 ⁄3′ |
| Gemshorn            | 2′    |
| Sifflöte            | 1′    |
| Mixtur IV           |       |
| Regal               | 8′    |

| I Manual Diskant c1–g3 |        |
| Quintade               | 16′    |
| Gedackt                | 8′     |
| Prinzipal              | 4′     |
| Nasat                  | 2 ⁄3′  |
| Gemshorn               | 2′     |
| Terz                   | 1 3⁄5′ |
| Mixtur IV              |        |
| Regal                  | 8′     |

| Pedal C–f1 |
| angehängt  |

- Tremulant

## Schuke-Orgel (1967–1999)
Da sich Musik aus der Barockzeit auf der romantisch disponierten Sauer-Orgel mit pneumatischer Traktur nur bedingt darbieten lässt, errichtete Alexander Schuke Potsdam Orgelbau sein Opus 371, eine am 21. Mai 1967 eingeweihte, dreimanualige Orgel mit 47 Registern und mechanischer Spieltraktur, die einen asymmetrischen, L-förmigen Grundriss hatte und in der Wandecke am Ostende der Nordempore stand. Ihr von Fritz Leweke entworfener Prospekt war zeitgemäß modern, stark gegliedert und einfach gestaltet. Die Schuke-Orgel wich im Mai 1999 einem Neubau von Woehl. 42 ihrer Register, sowie Windladen, Orgelbank und Pedalklaviatur fanden eine Weiterverwendung in der 2005 geweihten Orgel im Fürstenwalder Dom St. Marien.
Die Disposition in Leipzig lautete wie folgt:

| I Rückpositiv C–g3 |       |
| Rohrflöte          | 8′    |
| Quintadena         | 8′    |
| Principal          | 4′    |
| Holzflöte          | 4′    |
| Sesquialtera       | 2′    |
| Principal          | 2′    |
| Quinte             | 1 ⁄3′ |
| Septime            | 1 ⁄7′ |
| Octave             | 1′    |
| Mixtur IV–V        |       |
| Krummhorn          | 8′    |
| Tremulant          |       |

| II Hauptwerk C–g3 |       |
| Bordun            | 16′   |
| Principal         | 8′    |
| Spillpfeife       | 8′    |
| Octave            | 4′    |
| Spitzflöte        | 4′    |
| Quinte            | 2 ⁄3′ |
| Octave            | 2′    |
| Scharff IV        |       |
| Mixtur VI–VII     |       |
| Trompete          | 16′   |
| Trompete          | 8′    |

| III Unterwerk C–g3 |        |
| Gedackt            | 8′     |
| Principal          | 4′     |
| Blockflöte         | 4′     |
| Rohrnassat         | 2 ⁄3′  |
| Octave             | 2′     |
| Waldflöte          | 2′     |
| Terz               | 1 3⁄5′ |
| Sifflöte           | 1 ⁄3′  |
| Mixtur VI          |        |
| Cymbel III         |        |
| Spillregal         | 16′    |
| Trichterregal      | 8′     |
| Tremulant          |        |

| Pedal C–f1       |         |
| Principal        | 16′     |
| Subbaß           | 16′     |
| Quinte           | 10 2⁄3′ |
| Octave           | 8′      |
| Spitzflöte       | 8′      |
| Octave           | 4′      |
| Gemshorn         | 4′      |
| Weitprincipal    | 2′      |
| Rauschpfeife III |         |
| Mixtur VI        |         |
| Posaune          | 16′     |
| Trompete         | 8′      |
| Clairon          | 4′      |

- Koppeln: I/II, III/I, III/II, II/P, III/P
- pneumatische Registertraktur fürs Pedal und zwei freie Pedalkombinationen[35]

1958 baute A. Schuke außerdem eine einmanualige Kleinorgel mit 5 Registern ohne Pedal (Opus 289), die derzeit auf der Empore steht. Das Positiv hat geteilte Register und mechanische Trakturen. Die Disposition lautet wie folgt:
| I Manual C–     |    |
| Gedackt B/D     | 8′ |
| Rohrflöte B/D   | 4′ |
| Principal B/D   | 2′ |
| Oktave B/D      | 1′ |
| Scharff III B/D |    |

## Woehl-Orgel (2000)

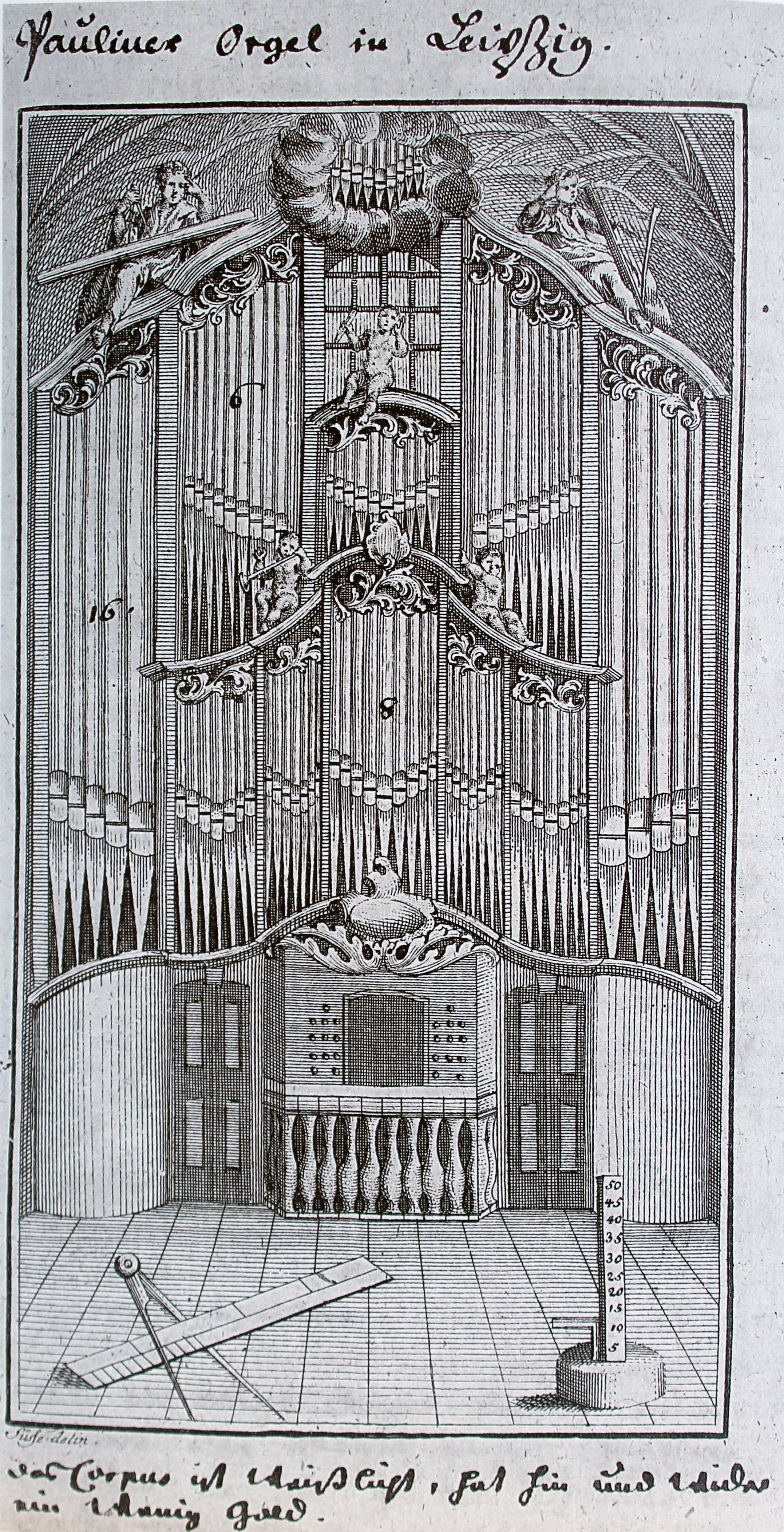
Vorbild für Woehls Prospekt: Die Scheibe-Orgel von 1717 der Pauliner- bzw. Universitätskirche

Zum 250. Todestag Johann Sebastian Bachs im Jahr 2000 errichtete der Orgelbauer Gerald Woehl (Marburg) auf Initiative des damaligen Thomasorganisten auf der Nordempore gegenüber dem Bach-Fenster eine weitere Orgel, auch „Bach-Orgel“ genannt. Dieses zu einem erheblichen Anteil von der Allianz-Versicherung gesponserte Instrument dient maßgeblich der Wiedergabe der Orgelwerke Johann Sebastian Bachs.
Äußerlich nimmt das Instrument Elemente des barocken Prospekts der von Bach im Jahr 1717 abgenommenen und im 19. Jahrhundert durch einen Neubau ersetzten Scheibe-Orgel der 1968 gesprengten Universitätskirche St. Pauli auf. Woehl passte den Prospekt an die räumlichen Verhältnisse in der Thomaskirche und an die viermanualige Disposition des neuen Instruments an, das durch ein zusätzliches Oberwerk gekrönt wird. Durch das barock gegliederte, sich zur Mitte hin konzentrierende Gehäuse soll der Charakter der Orgel als ein barockes Instrument zum Ausdruck kommen. Demgegenüber sind viele Details, etwa die Rahmenprofile und Gehäuseschwünge, das Bach-Emblem in der Mitte der Orgel, die Bekrönung über dem Spieltisch und die beiden Zimbelsterne modern gestaltet.
Die Woehl-Orgel hat 61 Register (4266 Pfeifen) auf vier Manualwerken und Pedal. Die Spielanlage befindet sich mittig unter dem Brustwerk. Das Instrument orientiert sich klanglich an Orgeln des mitteldeutschen Orgelbaus des 18. Jahrhunderts. Grundlage für die Disposition war der Entwurf von Johann Christoph Bach I für die Stertzing-Orgel der Georgenkirche Eisenach (1697–1707), wobei nicht alle Register ausgeführt wurden. Die Orgel der Thomaskirche verfügt als Effektregister über zwei Zimbelsterne, ein Glockenspiel und zweierlei Arten von „Vogell Geschrey“. Die Spiel- und Registertrakturen sind mechanisch.
Die Windanlage ist unter den Emporenpodesten untergebracht, getrennt für Manualwerke (links) und Pedalwerk (rechts); sie besteht jeweils aus zwei Keilbälgen, Vorlag und Windmotor.
Mittels eines Hebels (Kammerkoppel) besteht die Möglichkeit, das ganze Werk auf zwei verschiedene Tonhöhen umzustellen – einen Halbton höher im Chorton bzw. tiefer im Kammerton. Die Stimmung ist ungleichstufig (nach Neidhardt) und liegt bei a1= 465 Hz (Chorton) oder a1= 415 Hz (tiefer Kammerton) für das Zusammenspiel mit Barockinstrumenten. Tonumfang Chorton: Manuale C–f3, Pedal C–f1; Tonumfang Kammerton: Manuale CD–f3, Pedal CD–f1.
| I Brust C–f3 |                    |     |
| 1.           | Grob Gedackt       | 08′ |
| 2.           | Klein Gedackt      | 04′ |
| 3.           | Principal          | 02′ |
| 4.           | Super Gemßhörnlein | 02′ |
| 5.           | Quint-Sexta II     |     |
| 6.           | Sieflit            | 01′ |

| II Hauptwerk C–f3 |                  |     |
| 7.                | Bordun           | 16′ |
| 8.                | Principal        | 08′ |
| 9.                | Violdagamba      | 08′ |
| 10.               | Rohrflöth        | 08′ |
| 11.               | Quinta           | 06′ |
| 12.               | Octav            | 04′ |
| 13.               | Nassatquint      | 03′ |
| 14.               | Superoctav       | 02′ |
| 15.               | Queerflöth       | 02′ |
| 16.               | Sesquialtera III |     |
| 17.               | Mixtur VI        |     |
| 18.               | Cimbel III       |     |
| 19.               | Fagott           | 16′ |
| 20.               | Trombetta        | 08′ |

| III Oberwerk C–f3 |                  |     |
| 21.               | Quintaden        | 16′ |
| 22.               | Prinzipal        | 08′ |
| 23.               | Gedackt          | 08′ |
| 24.               | Gemßhorn         | 08′ |
| 25.               | Flauta doux      | 08′ |
| 26.               | Octav            | 04′ |
| 27.               | Hohlflöth        | 04′ |
| 28.               | Hohlquint        | 03′ |
| 29.               | Superoctav       | 02′ |
| 30.               | Plockflöth       | 02′ |
| 31.               | Sesquialtera III |     |
| 32.               | Scharff IV       |     |
| 33.               | Vox Humana       | 08′ |
| 34.               | Hautbois         | 08′ |
|                   | Tremulant        |     |

| IV Echo C–f3 |                 |       |
| 35.          | Barem           | 16′   |
| 36.          | Still Gedackt   | 08′   |
| 37.          | Quintaden       | 08′   |
| 38.          | Principal       | 08′   |
| 39.          | Nachthorn       | 04′   |
| 40.          | Spitzflöth      | 04′   |
| 41.          | Spitzquint      | 03′   |
| 42.          | Octav           | 02′   |
| 43.          | Schweitzerflöth | 02′   |
| 44.          | Rauschquint     | 1 ⁄2′ |
| 45.          | Superoctävlein  | 01′   |
| 46.          | Cimbel III      |       |
| 47.          | Regal           | 08′   |

| Pedal C–f1 |                  |     |
| 48.        | Großer Untersatz | 32′ |
| 49.        | Prinzipal        | 16′ |
| 50.        | Violon           | 16′ |
| 51.        | Sub Bass         | 16′ |
| 52.        | Octav            | 08′ |
| 53.        | Gedackt          | 08′ |
| 54.        | Quintaden        | 08′ |
| 55.        | Superoctav       | 04′ |
| 56.        | Bauerflöth       | 01′ |
| 57.        | Mixtur VI        |     |
| 58.        | Posaun Bass      | 32′ |
| 59.        | Posaun Bass      | 16′ |
| 60.        | Trombet          | 08′ |
| 61.        | Cornet           | 02′ |
|            | Glockenspiel     | 02′ |

- Koppeln: III/II, IV/II, II/P, III/P
- Tremulant für das ganze Werk
- Fußtritt „Plenumwind“
- Effektregister: Glockenspiel, zwei Zimbelsterne, Vogell Geschrey

Seit 2006 steht eine Truhenorgel für das Continuo-Spiel zur Verfügung, die ebenfalls aus der Werkstatt Gerald Woehl stammt. Das zweimanualige Instrument ist in zwei unterschiedliche Tonhöhen transponierbar, einen Halbton höher in den Chorton und einen Halbton tiefer in den Kammerton.
| I Manual C–f3           |     |
| Grobgedackt             | 08′ |
| Principal               | 04′ |
| Octava                  | 02′ |
| Sesqvialtera II (ab c1) |     |
| Zimbel II               |     |

| II Manual C–f1     |     |
| Principal (ab c0)  | 08′ |
| Lieblich Gedacktes | 08′ |
| Klein Gedacktes    | 04′ |
| Spitzflöt          | 04′ |
| Fagott             | 16′ |

## Tonträger
- Michael Pohl: Die Sauerorgel der Thomaskirche zu Leipzig (Werke von Widor, Boëllmann und Reubke). Eterna 8 27 659, 1983.
- Orgelwerke (Hannes Kästner spielt Bach an der Schuke-Orgel). Capriccio (2) – 26 302-0, 1985.
- Edward Power-Biggs: Bach Toccata und Fuge (Schuke-Orgel). Eterna 8 26 351, 1970.
- Musik für Trompete, Corno Da Caccia und Orgel mit Ludwig Güttler und Friedrich Kircheis. Berlin Classics BC 1005-2, 1990.
- Thomaskirche Leipzig – J.S. Bach Orgelwerke (Ullrich Böhme 1990 an der Schuke-Orgel). Motette 11611, 1990.
- Ullrich Böhme – Thomaskirche Leipzig – Sauer-Orgel (Aufnahme der Orgelsonaten op. 65 von Mendelssohn). Capriccio 10 702, 1995.
- Ullrich Böhme: Die neue Bach-Orgel der Thomaskirche zu Leipzig (Programm vom 28. Juli 2000 = 250. Todestag J. S. Bachs). Querstand 2001.